# Aserbajdsjan ved vinter-OL 1998
Aserbajdsjan deltog i Vinter-OL 1998 i Nagano, som blev arrangeret i perioden 7. februar til 22. februar 1998.

## Medaljer
| 1998 Nagano  | Guld | Sølv | Bronze | Total |
| Aserbajdsjan | 0    | 0    | 0      | 0     |